# Valls de la Marina Alta
Les Valls de la Marina Alta és el nom turístic que el consorci de turisme valencià dona al conjunt de valls de l'interior de la comarca de la Marina Alta, al País Valencià. Així mateix és format en gran part per la històrica subcomarca anomenada Valls de Pego. Comparteix un relleu accidentat i de difícil accés, el qual ha contribuït a l'aïllament dels pobles de les Valls.
Aquestes valls són:
- Vall de Pego (del protohispànic o ibèric Ipagrum o bé del llatí pagus, camp;[1] amb el municipi de l'Atzúbia i Forna, derivats del mot Atzúbia, deformació de l'àrab Az-zawiya, 'l'ermita' o Az-zubia, 'la clotada' i Forna, àrab 'clotada encofurnada')[1]
- Vall d'Ebo (amb un municipi homòleg d'un poble, conegut popularment com a Ebo, mot mossàrab relacionat amb el nom d'un riu)[1]
- Vall d'Alcalà (amb un municipi, Alcalà de la Jovada (dels mots àrabs Al-qàl'a, 'castell', i Jovada, una mesura de superfície terrestre; o bé d'Atzúbia),[1] i una pedania, Beniaia)
- Vall de Gallinera (de l'àrab Qala an-nabr, 'castell del riu';[1] amb un municipi homòleg, dividit en Alpatró, la Carroja, Benissiva, Benitaia, Beniali, Benirrama, Benissili)
- Vall de Laguar (popularment conegut com a Laguar (de l'àrab Al-aguar, 'la cova'),[1] un municipi amb quatre nuclis de població: Fontilles, Campell, Fleix i Benimaurell)
- Vall de Pop (amb els municipis de Castell de Castells, Benigembla, Parcent, Murla)
- Vall d'Aixa (del proper castell d'Aixa, on Aixa era un nom àrab de dona; amb els municipis de Xaló, Llíber i Alcalalí o Alcanalí). Totes dues valls regades pel mateix riu Gorgos o Xaló, provinent dels noms mossàrabs pel riu, Gorgo i Salone>Xalon.[1]

## Història
L'interior de la Marina Alta, igual que el Comtat veí, fou des del temps de la Conquesta una terra conflictiva. La resistència musulmana troba en les valls interiors un baluard des d'on llançar atacs a les viles ja conquerides pels cristians com Alcoi, Pego o Dénia. Amb la conquesta dels pobles de l'interior, queden relegats a un paper menor, patint un procés de despoblament que culmina al segle xvii amb l'expulsió dels moriscs i la venda dels xiquets com esclaus per a les hortes de València capital. Els subsegüents intents de repoblar aquestes muntanyes amb cristians de les viles properes fracassen amb la renúncia per gran part d'ells. Aquestes valls passen doncs, a ser repoblades de nou per mallorquins i menorquins, donant una sèrie de característiques especials al parlar i gastronomia de la zona. Sobretot destaquen la producció autòctona de sobrassada i la presència d'elements del dialecte salat propi de Mallorca a la ciutat de Tàrbena i en menor grau a altres viles com Pedreguer o Xaló.
Tanmateix, tots els esforços de rescatar l'economia de les valls gràcies al repoblament fracassen i al llarg dels segles xvii i xviii són un focus de bandolerisme, i centre dels subsegüents moviments antifeudalistes anomenats les Germanies, que repercuteixen en una dura repressió per part de la virreina occitana Germana de Foix.

## Productes típics
En addició a la sobrassada, les valls són famoses per la producció d'embotits: botifarra negra, llonganissa roja i blanca. La vall de Gallinera i la de Laguar ho són per la cirera i Xaló, pels seus vins i la seua mistela.

## Paratges naturals
Entre els paratges destacats de les valls, figuren:
- El barranc de l'Infern, a la vall de Laguar
- El riu Gorgos, que vertebra la vall de Pop
- Jaciment del Pla de Petracos a l'alta vall de Pop
- Castell d'Aixa, al nord de Xaló
- Castell de Forna, a Forna
- Castell de Gallinera, a l'est de Benirrama
- El mirador del coll de Rates, al sud de Parcent per la CV-715
- Cova del Rull al poble de la Vall d'Ebo
- Els barrancs d'aquestes valls, estan plens d'abrics amb pintures rupestres, que confirmen l'antiguitat de la població de la comarca